# Società Polisportiva Giulianova 1973-1974
Questa pagina raccoglie le informazioni riguardanti la Società Polisportiva Giulianova nelle competizioni ufficiali della stagione 1973-1974.

## Rosa
| N. |                   | Ruolo | Calciatore            |
| -- | ----------------- | ----- | --------------------- |
|    | Italia (bandiera) | A     | Gabriele Alessandrini |
|    | Italia (bandiera) | C     | Luciano Antenucci     |
|    | Italia (bandiera) | C     | Marco Bellagamba      |
|    | Italia (bandiera) | C     | Arnaldo Bernardini    |
|    | Italia (bandiera) | C     | Arturo Bertuccioli    |
|    | Italia (bandiera) | D     | Gianni Bonaduce       |
|    | Italia (bandiera) | D     | Renato Bussolari      |
|    | Italia (bandiera) | A     | Alfredo Canzanese     |
|    | Italia (bandiera) | D     | Luigi Caucci          |
|    | Italia (bandiera) | A     | Roberto Ciccotelli    |
|    | Italia (bandiera) | D     | Domenico Di Pietro    |

| N. |                   | Ruolo | Calciatore          |
| -- | ----------------- | ----- | ------------------- |
|    | Italia (bandiera) | C     | Antonio Garito      |
|    | Italia (bandiera) | D     | Francesco Giorgini  |
|    | Italia (bandiera) | P     | Angelo Giuliani     |
|    | Italia (bandiera) | C     | Pasquale Iachini    |
|    | Italia (bandiera) | D     | Giuseppe Lelj       |
|    | Italia (bandiera) | D     | Guglielmo Macrini   |
|    | Italia (bandiera) | C     | Giulio Palazzese    |
|    | Italia (bandiera) | A     | Lionello Polesello  |
|    | Italia (bandiera) | P     | Franco Tancredi     |
|    | Italia (bandiera) | D     | Raffaele Triboletti |
|    | Italia (bandiera) | C     | Roberto Vernisi     |

## Risultati

### Campionato

#### Girone di andata
| 16 settembre 1973 1ª giornata | Olbia | 0 – 1 | Giulianova |  |

| 23 settembre 1973 2ª giornata | Torres | 0 – 0 | Giulianova |  |

| 30 settembre 1973 3ª giornata | Giulianova | 3 – 1 | Grosseto |  |

| 7 ottobre 1973 4ª giornata | Spezia | 0 – 0 | Giulianova |  |

| 14 ottobre 1973 5ª giornata | Giulianova | 0 – 0 | Livorno |  |

| 21 ottobre 1973 6ª giornata | Lucchese | 0 – 0 | Giulianova |  |

| 28 ottobre 1973 7ª giornata | Giulianova | 0 – 0 | Massese |  |

| 4 novembre 1973 8ª giornata | Viareggio | 1 – 2 | Giulianova |  |

| 11 novembre 1973 9ª giornata | Giulianova | 1 – 0 | Sambenedettese |  |

| 18 novembre 1973 10ª giornata | Piacenza | 1 – 1 | Giulianova |  |

| 25 novembre 1973 11ª giornata | Giulianova | 0 – 1 | Pisa |  |

| 2 dicembre 1973 12ª giornata | Giulianova | 4 – 0 | Prato |  |

| 9 dicembre 1973 13ª giornata | Cremonese | 1 – 0 | Giulianova |  |

| 16 dicembre 1973 14ª giornata | Giulianova | 2 – 1 | Rimini |  |

| 23 dicembre 1973 15ª giornata | Montevarchi | 1 – 0 | Giulianova |  |

| 6 gennaio 1974 16ª giornata | Giulianova | 1 – 0 | Empoli |  |

| 13 gennaio 1974 17ª giornata | Giulianova | 1 – 1 | Riccione |  |

| 20 gennaio 1974 18ª giornata | Ravenna | 1 – 1 | Giulianova |  |

| 27 gennaio 1974 19ª giornata | Modena | 3 – 1 | Giulianova |  |

#### Girone di ritorno
| 3 febbraio 1974 20ª giornata | Giulianova | 1 – 0 | Olbia |  |

| 10 febbraio 1974 21ª giornata | Giulianova | 1 – 1 | Torres |  |

| 17 febbraio 1974 22ª giornata | Grosseto | 1 – 1 | Giulianova |  |

| 24 febbraio 1974 23ª giornata | Giulianova | 0 – 0 | Spezia |  |

| 3 marzo 1974 24ª giornata | Livorno | 2 – 1 | Giulianova |  |

| 17 marzo 1974 25ª giornata | Giulianova | 0 – 0 | Lucchese |  |

| 24 marzo 1974 26ª giornata | Massese | 4 – 1 | Giulianova |  |

| 31 marzo 1974 27ª giornata | Giulianova | 0 – 0 | Viareggio |  |

| 7 aprile 1974 28ª giornata | Sambenedettese | 2 – 1 | Giulianova |  |

| 14 aprile 1974 29ª giornata | Giulianova | 2 – 0 | Piacenza |  |

| 21 aprile 1974 30ª giornata | Pisa | 0 – 0 | Giulianova |  |

| 28 aprile 1974 31ª giornata | Prato | 0 – 0 | Giulianova |  |

| 5 maggio 1974 32ª giornata | Giulianova | 0 – 0 | Cremonese |  |

| 12 maggio 1974 33ª giornata | Rimini | 0 – 0 | Giulianova |  |

| 19 maggio 1974 34ª giornata | Giulianova | 2 – 0 | Montevarchi |  |

| 26 maggio 1974 35ª giornata | Empoli | 2 – 0 | Giulianova |  |

| 2 giugno 1974 36ª giornata | Riccione | 2 – 0 | Giulianova |  |

| 9 giugno 1974 37ª giornata | Giulianova | 0 – 1 | Ravenna |  |

| 16 giugno 1974 38ª giornata | Giulianova | 3 – 0 | Modena |  |

### Coppa Italia Semiprofessionisti

#### Fase eliminatoria a gironi
| 26 agosto 1973 1ª giornata - Girone 18 | Teramo | 0 – 1 | Giulianova |  |

| 2 settembre 1973 3ª giornata - Girone 18 | Giulianova | 0 – 0 | Sambenedettese |  |

| 5 settembre 1973 4ª giornata - Girone 18 | Giulianova | 2 – 1 | Teramo |  |

| 12 settembre 1973 6ª giornata - Girone 18 | Sambenedettese | 3 – 0 | Giulianova |  |

## Giovanili

### Piazzamenti
- Juniores Nazionali:[1]
  - Campionato: Vince il campionato.